# Die ältere Schwester
Die ältere Schwester (französisch: La Soeur aînée, englisch: The Elder Sister) ist ein Gemälde des französischen Malers William Adolphe Bouguereau (1825–1905). Es wurde im Jahre 1869 abgeschlossen.
Dieses Gemälde erhielt das Museum of Fine Arts, Houston im Jahre 1992 als anonymes Geschenk. Nach Angaben der Museums-Website war das Gemälde eine Gabe einer anonymen Dame, in Erinnerung an ihren Vater. Seitdem gehört Die ältere Schwester zur permanenten Sammlung des Museum of Fine Arts, Houston (im Bereich „Europäische Kunst“), und es wird als einer der Höhepunkte der Sammlung betrachtet.
Das Gemälde zeigt ein Mädchen („die ältere Schwester“). Sie sitzt auf einem Stein und hält ein schlafendes Kind („den jüngeren Bruder“) auf dem Schoß. Hinter ihnen befindet sich eine ruhige ländliche Landschaft. Für diese Szene dienten Bouguereaus Tochter Henriette und Sohn Paul als Modelle. Die wunderbare Schönheit des Mädchens, ihre Augen, die direkt den Betrachter anblicken, die Komposition einschließlich der Positionierung der Arme und Beine der Kinder – all dies zeigt den akademischen Malstil Bouguereaus, der als einer der bekanntesten europäischen realistischen Genre-Maler seiner Zeit angesehen wurde.
Die Abmessungen des Gemäldes sind 130,2 × 97,2 cm, und der Rahmen hat 171,5 × 139,7 × 14 cm.
Es gibt ein anderes Gemälde Bouguereaus (vollendet 1864), das ebenfalls Die ältere Schwester genannt wurde. Es gehört zur permanenten Sammlung des Brooklyn Museum.